# بسيان (خضر لو)
بسيان (بالإنجليزية: Posyan, Ajab Shir)‏ هي قرية تقع في إيران في أذربيجان الشرقية. يقدر عدد سكانها بـ 556 نسمة .